# Daddala columba
Daddala columba är en fjärilsart som beskrevs av Kobes 1985. Daddala columba ingår i släktet Daddala och familjen nattflyn. Inga underarter finns listade i Catalogue of Life.